# Santa Ana Ixtlahuatzingo
Santa Ana Ixtlahuatzingo är en ort i Mexiko.   Den ligger i kommunen Tenancingo och delstaten Mexiko, i den sydöstra delen av landet, 70 km sydväst om huvudstaden Mexico City. Santa Ana Ixtlahuatzingo ligger 2 106 meter över havet och antalet invånare är 6 697.
Terrängen runt Santa Ana Ixtlahuatzingo är lite bergig. Runt Santa Ana Ixtlahuatzingo är det tätbefolkat, med 550 invånare per kvadratkilometer. Närmaste större samhälle är Tenango de Arista, 15,3 km norr om Santa Ana Ixtlahuatzingo. Omgivningarna runt Santa Ana Ixtlahuatzingo är en mosaik av jordbruksmark och naturlig växtlighet.